# 小行星9110
小行星9110（9110 Choukai）是一颗绕太阳运转的小行星，为主小行星带小行星。该小行星于1997年1月13日发现。

## 轨道参数
小行星9110的轨道半长轴为2.3058188 UA，离心率为0.033。